# Campeonato Carioca de Fútbol Sub-20
El Campeonato Carioca de Fútbol Sub-20 es la principal competencia entre los clubes de fútbol del estado brasileño Río de Janeiro en la categoría juvenil sub-20. Es organizado por la Federación de fútbol del Estado de Río de Janeiro y en él participan los equipos sub-20 de los clubes que participan del Campeonato Carioca de Primera División. Desde el año 1988 sigue el formato del Campeonato Carioca de Primera División que se rige por un formato de dos fases en donde se pone en juego la Taça Guanabara en el primer turno y la Taça Rio en el segundo que, junto al ganador de la tabla acumulada de no ser ninguno de los dos, definen el título en una fase final.

## Historial
| N.º | Ano         | Campeón Carioca Sub-20             | Campeón Taça Guanabara Sub-20      | Campeón Taça Rio Sub-20            |
| --- | ----------- | ---------------------------------- | ---------------------------------- | ---------------------------------- |
| 1   | 1920        | Botafogo (1)                       |                                    |                                    |
| 2   | 1921        | Flamengo (1)                       |                                    |                                    |
| 3   | 1922        | São Cristóvão (1)                  |                                    |                                    |
| 4   | 1928        | Andarahy (1)                       |                                    |                                    |
| 5   | 1932        | Sport Club Brasil (1)              |                                    |                                    |
| 6   | 1933 (AMEA) | Olaria (1)                         |                                    |                                    |
| 7   | 1933 (LCF)  | America (1)                        |                                    |                                    |
| 8   | 1934        | America (2)                        |                                    |                                    |
| 9   | 1935 (FMD)  | Botafogo (2)                       |                                    |                                    |
| 10  | 1933 (LCF)  | America (3)                        |                                    |                                    |
| 11  | 1936 (FMD)  | São Cristóvão (2)                  |                                    |                                    |
| 12  | 1933 (LCF)  | Flamengo (2)                       |                                    |                                    |
| 13  | 1937        | São Cristóvão (3)                  |                                    |                                    |
| 14  | 1938        | America (4)                        |                                    |                                    |
| 15  | 1939        | Bonsucesso (1)                     |                                    |                                    |
| 16  | 1940        | America (5)                        |                                    |                                    |
| 17  | 1941        | America (6)                        |                                    |                                    |
| 18  | 1942        | Flamengo (3)                       |                                    |                                    |
| 19  | 1943        | Flamengo (4)                       |                                    |                                    |
| 20  | 1944        | Vasco da Gama (1)                  |                                    |                                    |
| 21  | 1945        | Flamengo (5)                       |                                    |                                    |
| 22  | 1946        | Flamengo (6)                       |                                    |                                    |
| 23  | 1947        | Fluminense (1)                     |                                    |                                    |
| 24  | 1948        | Fluminense (2)                     |                                    |                                    |
| 25  | 1949        | Fluminense (3)                     |                                    |                                    |
| 26  | 1950        | Fluminense (4)                     |                                    |                                    |
| 27  | 1951        | Fluminense (5)                     |                                    |                                    |
| 28  | 1952        | Bangú (1)                          |                                    |                                    |
| 29  | 1953        | Bangú (2)                          |                                    |                                    |
| 30  | 1954        | Vasco da Gama (2)                  |                                    |                                    |
| 31  | 1955        | Fluminense (6)                     |                                    |                                    |
| 32  | 1956        | Flamengo (7)                       |                                    |                                    |
| 33  | 1957        | Flamengo (8)                       |                                    |                                    |
| 34  | 1958        | Flamengo (9)                       |                                    |                                    |
| 35  | 1959        | Bangú (3)                          |                                    |                                    |
| 36  | 1960        | Flamengo (10)                      |                                    |                                    |
| 37  | 1961        | Botafogo (3)                       |                                    |                                    |
| 38  | 1962        | Botafogo (4)                       |                                    |                                    |
| 39  | 1963        | Botafogo (5)                       |                                    |                                    |
| 40  | 1964        | Botafogo (6)                       |                                    |                                    |
| 41  | 1965        | Flamengo (11)                      |                                    |                                    |
| 42  | 1966        | Botafogo (7)                       |                                    |                                    |
| 43  | 1967        | Flamengo (12)                      |                                    |                                    |
| 44  | 1968        | Fluminense (7)                     |                                    |                                    |
| 45  | 1969        | Vasco da Gama (3)                  |                                    |                                    |
| 46  | 1970        | Fluminense (8)                     |                                    |                                    |
| 47  | 1971        | Vasco da Gama (4)                  |                                    |                                    |
| 48  | 1972        | Flamengo (13)                      |                                    |                                    |
| 49  | 1973        | Flamengo (14)                      |                                    |                                    |
| 50  | 1974        | Madureira (1)                      |                                    |                                    |
| 51  | 1975        | Fluminense (9)                     |                                    |                                    |
| 52  | 1976        | Fluminense (10)                    |                                    |                                    |
| 53  | 1977        | Botafogo (8)                       |                                    |                                    |
| 54  | 1978        | Botafogo (9)                       |                                    |                                    |
| 55  | 1979        | Flamengo (15)                      |                                    |                                    |
| 56  | 1980        | Flamengo (16)                      |                                    |                                    |
| 57  | 1981        | Vasco da Gama (5)                  |                                    |                                    |
| 58  | 1982        | Vasco da Gama (6)                  |                                    |                                    |
| 59  | 1983        | Flamengo (17)                      |                                    |                                    |
| 60  | 1984        | Vasco da Gama (7)                  |                                    |                                    |
| 61  | 1985        | Flamengo (18)                      |                                    |                                    |
| 62  | 1986        | Flamengo (19)                      |                                    |                                    |
| 63  | 1987        | Bangú (4)                          |                                    |                                    |
| 64  | 1988        | Fluminense (11)                    |                                    |                                    |
| 65  | 1989        | Flamengo (20)                      |                                    |                                    |
| 66  | 1990        | Flamengo (21)                      |                                    |                                    |
| 67  | 1991        | Vasco da Gama (8)                  |                                    |                                    |
| 68  | 1992        | Vasco da Gama (9)                  |                                    |                                    |
| 69  | 1993        | Flamengo (22)                      |                                    |                                    |
| 70  | 1994        | Flamengo (23)                      |                                    |                                    |
| 71  | 1995        | Vasco da Gama (10)                 |                                    |                                    |
| 72  | 1996        | Flamengo (24)                      |                                    |                                    |
| 73  | 1997        | Botafogo (10)                      |                                    |                                    |
| 74  | 1998        | Botafogo (11)                      | Vasco da Gama (1)                  | Botafogo (1)                       |
| 75  | 1999        | Flamengo (25)                      | Botafogo (1)                       | Flamengo (1)                       |
| 76  | 2000        | Botafogo (12)                      | Botafogo (2)                       | Botafogo (2)                       |
| 77  | 2001        | Vasco da Gama (11)                 | Botafogo (3)                       | Vasco da Gama (1)                  |
| 78  | 2002        | Fluminense (12)                    |                                    |                                    |
| 79  | 2003        | Fluminense (13)                    | Fluminense (1)                     | Fluminense (1)                     |
| 80  | 2004        | Fluminense (14)                    | Fluminense (2)                     | Fluminense (2)                     |
| 81  | 2005        | Flamengo (26)                      | Flamengo (1)                       | Vasco da Gama (2)                  |
| 82  | 2006        | Flamengo (27)                      | Flamengo (2)                       | Fluminense (3)                     |
| 83  | 2007        | Flamengo (28)                      | Flamengo (3)                       | Flamengo (2)                       |
| 84  | 2008        | Fluminense (15)                    | Fluminense (3)                     | Flamengo (3)                       |
| 85  | 2009        | Esporte Clube Tigres do Brasil (1) | Esporte Clube Tigres do Brasil (1) | Esporte Clube Tigres do Brasil (1) |
| 86  | 2010        | Vasco da Gama (12)                 | Fluminense (4)                     | Vasco da Gama (3)                  |
| 87  | 2011        | Botafogo (13)                      | Botafogo (4)                       | Flamengo (4)                       |
| 88  | 2012        | Fluminense (16)                    | Nova Iguaçu (1)                    | Fluminense (4)                     |
| 89  | 2013        | Fluminense (17)                    | Fluminense (5)                     | Flamengo (5)                       |
| 90  | 2014        | Botafogo (14)                      | Fluminense (6)                     | Botafogo (3)                       |
| 91  | 2015        | Flamengo (29)                      | Flamengo (4)                       | Flamengo (6)                       |
| 92  | 2016        | Botafogo (15)                      | Botafogo (5)                       | Flamengo (7)                       |
| 93  | 2017        | Vasco da Gama (13)                 | Vasco da Gama (2)                  | Vasco da Gama (4)                  |
| 94  | 2018        | Flamengo (30)                      | Flamengo (5)                       | Fluminense (5)                     |

## Palmarés

### Palmarés del Campeonato Carioca Sub-20
| Club                           | Total | Ediciones |
| ------------------------------ | ----- | --- |
| Flamengo                       | 30    | 1921; 1936; 1942; 1943; 1945; 1946; 1956; 1957; 1958; 1960; 1965; 1967; 1972; 1973; 1979; 1980; 1983; 1985; 1986; 1989; 1990; 1993; 1994; 1996; 1999; 2005; 2006; 2007, 2015 e 2018. |
| Fluminense                     | 17    | 1947; 1948; 1949; 1950; 1951; 1955; 1968; 1970; 1975; 1976; 1988; 2002; 2003; 2004; 2008; 2012 e 2013                                                                                |
| Botafogo                       | 15    | 1920; 1935; 1961; 1962; 1963; 1964; 1966; 1977; 1978; 1997; 1998; 2000; 2011; 2014 e 2016                                                                                            |
| Vasco da Gama                  | 13    | 1944; 1954; 1969; 1971; 1981; 1982; 1984; 1991; 1992; 1995; 2001; 2010 e 2017 |
| America                        | 6     | 1933; 1934; 1935; 1938; 1940 e 1941 |
| Bangú                          | 4     | 1952; 1953; 1959 e 1987 |
| São Cristóvão                  | 3     | 1922; 1936 e 1937 |
| Esporte Clube Tigres do Brasil | 1     | 2009 |
| Madureira                      | 1     | 1974 |
| Bonsucesso                     | 1     | 1939 |
| Olaria                         | 1     | 1933 |
| Sport Club Brasil              | 1     | 1932 |
| Andarahy                       | 1     | 1928 |

### Palmarés de la Taça Guanabara Sub-20
| Club                           | Total | Ediciones                           |
| ------------------------------ | ----- | ----------------------------------- |
| Fluminense                     | 6     | 2003; 2004; 2008; 2010; 2013 e 2014 |
| Botafogo                       | 5     | 1999; 2000; 2001; 2011 e 2016       |
| Flamengo                       | 5     | 2005; 2006; 2007 ; 2015 e 2018      |
| Vasco da Gama                  | 2     | 1998 e 2017                         |
| Nova Iguaçu                    | 1     | 2012                                |
| Esporte Clube Tigres do Brasil | 1     | 2009                                |

### Palmarés de la Taça Rio Sub-20
| Club                           | Total | Ediciones                                 |
| ------------------------------ | ----- | ----------------------------------------- |
| Flamengo                       | 7     | 1999; 2007; 2008; 2011; 2013; 2015 e 2016 |
| Fluminense                     | 5     | 2003; 2004; 2006; 2012 e 2018             |
| Vasco da Gama                  | 4     | 2001; 2005; 2010 e 2017                   |
| Botafogo                       | 3     | 1998; 2000 e 2014                         |
| Esporte Clube Tigres do Brasil | 1     | 2009                                      |

## Títulos consecutivos
Pentacampeonatos
- Fluminense: 1 (1947-48-49-50-51)

Tetracampeonatos
- Botafogo: 1 (1961-62-63-64)

Tricampeonatos
- Flamengo: 2  (1956-57-58, 2005-06-07)
- Fluminense: 1 (2002-03-04)

Bicampeonatos
- Flamengo: 7 (1942-43, 1945-46, 1972-73, 1979-80, 1985-86, 1989-90, 1993-94)
- America: 2 (1933-34, 1940-41)
- Botafogo: 2  (1977-78, 1997-98)
- Vasco da Gama: 2  (1981-82, 1991-92)
- Fluminense: 2 (1975-76, 2012-13)
- Bangu: 1 (1952-53)
- São Cristóvão: 1 (1936-37)